# Francesca Edera De Giovanni
Francesca Edera De Giovanni (Monterenzio, 17 luglio 1923 – Bologna, 1º aprile 1944) è stata una partigiana italiana.

## Biografia
Francesca Edera De Giovanni apparteneva a una famiglia antifascista di Savazza, frazione di Monterenzio, il padre era mugnaio e la ragazza dovette andare presto a servizio presso una famiglia di Bologna, mantenendo le proprie convinzioni contrarie al regime. Il 28 gennaio 1943 venne arrestata, incarcerata per 15 giorni e in seguito diffidata per aver detto a un impiegato comunale: “Queste camicie nere… fra qualche anno dovranno scomparire”..
Dopo il 25 luglio con altri giovani di Monterenzio impose alle autorità comunali la distribuzione alla popolazione del grano ammassato. Poco dopo divenne una attiva organizzatrice della Resistenza, collaborando con il nucleo di partigiani di Monterenzio, poi entrati nella 36ª brigata Bianconcini Garibaldi e nella 62ª brigata Camicie rosse Garibaldi.
Il 30 marzo 1944, a seguito di una delazione, venne arrestata a Bologna durante una azione di prelevamento di armi. Torturata per un intero giorno si rifiutò di fare rivelazioni. Venne fucilata il primo aprile insieme a Egon Brass, Ettore Zaniboni, Enrico Foscardi, Attilio Diolaiti e Ferdinando Grilli presso la Certosa di Bologna dove fu sepolta, nel Monumento Ossario ai caduti partigiani. È considerata la prima donna a essere fucilata a Bologna dai fascisti. 

## Riconoscimenti
Al suo nome sono state dedicate una scuola dell'infanzia e una via a Bologna..
Figura tra i nomi del Sacrario dei partigiani e del Monumento alle cadute partigiane a Villa Spada.
Francesca Edera De Giovanni è ricordata nel libro Nessuno può portarti un fiore di Pino Cacucci.